# Coscinida hunanensis
Coscinida hunanensis là một loài nhện trong họ Theridiidae.
Loài này thuộc chi Coscinida. Coscinida hunanensis được Chang-Min Yin, Peng & Y. H. Bao miêu tả năm 2006.